# Brownbag

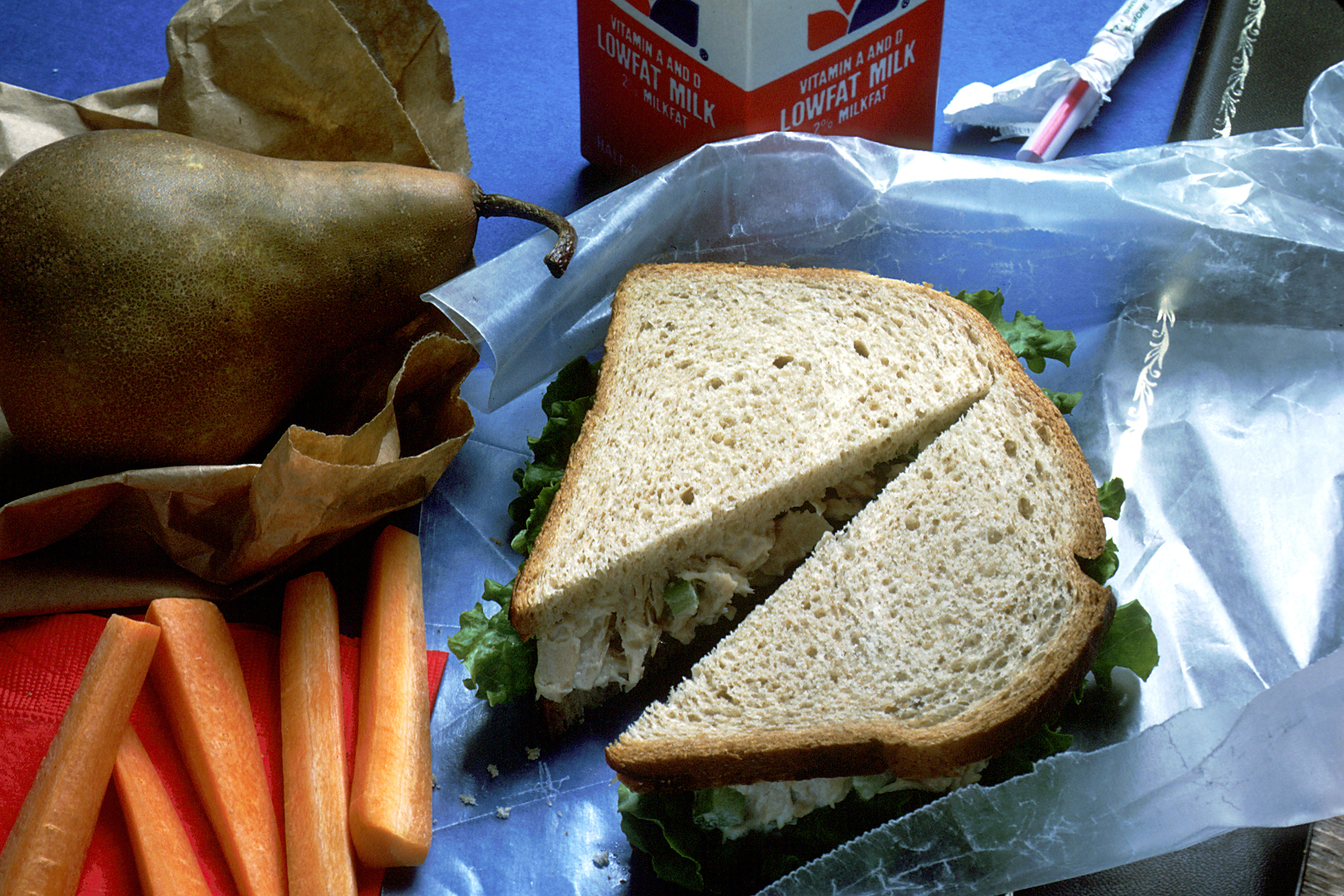
Inhalt eines „typischen“ Lunchpakets in Amerika

Als Brownbag-Sitzung (engl. brown bag, dt. braune Tüte) oder Brownbag-Session oder -Seminar bezeichnet man eine Trainings- oder Informationsveranstaltung, während der die Zuhörer Speisen und Getränke einnehmen können.
Ziel ist die Nutzung von regulären Pausen, z. B. der Mittagspause, um Informationen zu vermitteln. Brownbag-Sitzungen zeichnen sich oft durch eine freiwillige Teilnahme und eine informelle Atmosphäre aus.
Der Begriff brown bag verweist auf die von den Teilnehmern selbst mitgebrachten oder vom Veranstalter bereitgestellten Essenspakete. Diese sind, insbesondere in den USA, typischerweise in braunen Papiertüten verpackt (engl. „brown-bag“) auch wenn ähnliche Veranstaltungen dort als Lunch-and-Learn bekannt sind. Brownbag-Veranstaltungen gibt es z. B. an Universitäten, Unternehmen und Coworking-Spaces. Üblicherweise werden in universitären Brownbag-Veranstaltungen unveröffentlichte Forschungsprojekte vorgestellt. Oft schließt sich an eine Brownbag-Sitzung eine Diskussion an.
Beim Begriff Brown Baglog handelt es sich um eine neuartige Wortkreation, welche aus den zwei bekannten Begriffen Brownbag und Backlog gebildet wird. Es handelt sich hierbei um eine Liste an potentiellen Themen für zukünftige Brownbag-Sitzungen.

## Beispiele für regelmäßige Brownbag-Veranstaltungen an Universitäten
- Uni Augsburg
- Uni Münster
- Uni Berkeley

## Weitere Beispiele für öffentliche Brownbag-Veranstaltungen
- Effinger Bern (Schweiz)